# 누에보 에스타디오 데 로스 카르메네스
로스 카르메네스 신구장(스페인어: Nuevo Estadio de Los Cármenes ˈnweβo esˈtaðjo de los ˈkaɾmenes[*])은 스페인 그라나다에 있는 다목적 경기장이다. 현재 이 경기장은 주로 축구 경기를 연다. 현재 이 경기장에 19,336명의 관중을 수용할 수 있으며, 1995년에 개장한 이래 시내 최대 구단인 그라나다의 안방으로 활용되고 있다.

## 역사
이 구장은 1995년 5월 16일에 개장했다. 1995년 6월 6일, 레알 마드리드와 레버쿠젠이 이 구장에서 첫 경기를 치렀다. 이 경기의 승자는 페테르 두보우스키가 1-0 결승골을 넣은 레알 마드리드였다.
이 경기장에서 벌어진 첫 공식 경기는 스페인과 아르메니아 간 U-21 국제경기였다. 결과는 스페인의 4-0 승리로, 오스카르, 로베르토, 모랄레스, 그리고 라울이 나란히 득점을 올렸다.
그라나다는 같은 해 8월 22일에 제 23회 그라나다 대회로 첫 경기를 기념했는데, 그라나다는 이 경기에서 베티스를 4-1로 이겼다. 그라나다가 2019년에 라 리가로 승격하면서, 경기장이 새단장되었다. 조명과 잔디구장이 개선되었고, 스탠드와 구내 상점이 시각적으로 개선되었다.

## 경기장 주변
이 경기장은 그라나다의 남부 부도신인 사이딘에 있다. 또한 순환고속도로와 시내를 가로지르는 주요도로인 론다길과도 접한다. 경기장 인근에 그라나다 시립 체육궁이 있다.

## 스페인 국가대표팀
스페인 국가대표팀은 (로스 카르메네스 구 구장과 신 구장에서 도합하여) 그라나다에서 9번의 경기를 치렀다. 이 중 4경기는 공식 경기이다. 스페인 국가대표팀은 이 구장에서 무패행진을 이어나가고 있으며, 이 중 8경기를 이겼고, 가장 최근에 치른 경기는 북마케도니아와의 2018년 월드컵 예선전 경기로, 4-0 완승을 거두었다.

### 공식 경기 기록
| 스페인                                                              | 6–0 | 키프로스 |
| ------------------------------------------------------------------- | --- | -------- |
| 게레로 45′ · 페레스 51′ · 피시 75′, 79′ · 이에로 78′ · 카미네로 83′ |     |          |

| 스페인                 | 2–1    | 체코       |
| ---------------------- | ------ | ---------- |
| 비야 69′, 73′ (페널티) | 리포트 | 플라실 29′ |

| 스페인                                                           | 4–0                         | 북마케도니아 |
| ---------------------------------------------------------------- | --------------------------- | ------------ |
| 벨코프스키 34′ (자책골) · 비톨로 63′ · 몬레알 84′ · 아두리스 85′ | 리포트 (FIFA) 리포트 (UEFA) |              |